# Орлёнок (фильм)
«Орлёнок» — советский фильм 1957 года режиссёра Эдуарда Бочарова.

## Сюжет
О юном партизане Великой Отечественной войны пионере Вале Котко (собирательный образ по биографиям пионеров-героев Вали Котика и Марата Казея).
Июль 1941. Небольшой украинский городок оккупирован немцами. Герой картины — пионер Валя Котко, прозванный партизанами Орлёнком, со своими друзьями помогает следить за немцами и добывать оружие. Во время карательной операции, окруженный фашистами, он взрывает себя гранатой.

## В ролях
- Жора Стремовский — Валя Котко
- Саша Галака — Остап Усенко
- Руслан Беспалов — Федя Горобец
- Наташа Чернявская — Зина Гнатюк
- Слава Лактюшин — Гриць Пыка
- Слава Ивлев — Вовка Семенюк (Сахар)
- Станислава Шиманская — мать Вали
- Алла Ролик — Ирина Котко, старшая сестра Вали
- Владимир Маренков — Иван Муравьёв
- Пётр Большаков — Тимофей Степанович Чумак
- Степан Крылов — Тарас Галушка, матрос
- В. Политимский — Михеич
- Клавдия Бунина — Мария Кузьминична Марченко, учительница
- Константин Кульчицкий — Кавун, полицай
- Алексей Бунин — Пыка, полицай
- Иван Кононенко-Козельский — майор Гросс
- Олег Мокшанцев — немецкий офицер
- Олег Жаков — Карл

## Съёмки
Фильм снимали в Умани, в частности, двор Успенской церкви, за ней местное старое кладбище - надгробие с ангелом, попавшим в кадр фильма, в 2019 году исследователи не нашли, видимо, разрушено временем или вандалами, однако место, где по фильму была засада полицаев, установили довольно просто по заднему плану.